# Gutshaus Rogäsen
Das Gutshaus Rogäsen (auch Schloss oder Herrenhaus) ist ein schlossähnliches Herrenhaus im Dorf Rogäsen im Landkreis Potsdam-Mittelmark in Brandenburg. Es wurde in der zweiten Hälfte des 18. Jahrhunderts im Stil des frühen Klassizismus gebaut. Von der Mitte des 19. Jahrhunderts bis zur Enteignung 1945 befand es sich im Familienbesitz der Grafen von Wartensleben. Das Gebäude ist als Baudenkmal ausgewiesen. Ebenfalls zum Baudenkmal gehören weitere Gebäude des Guts (auch Rittergut) mit dem ehemaligen Gutspark, dem Pferdestall und einem Bedienstetenwohnhaus. Die Anlage liegt am Südhang der Karower Platte mit Blick ins Fiener Bruch.

## Geschichte

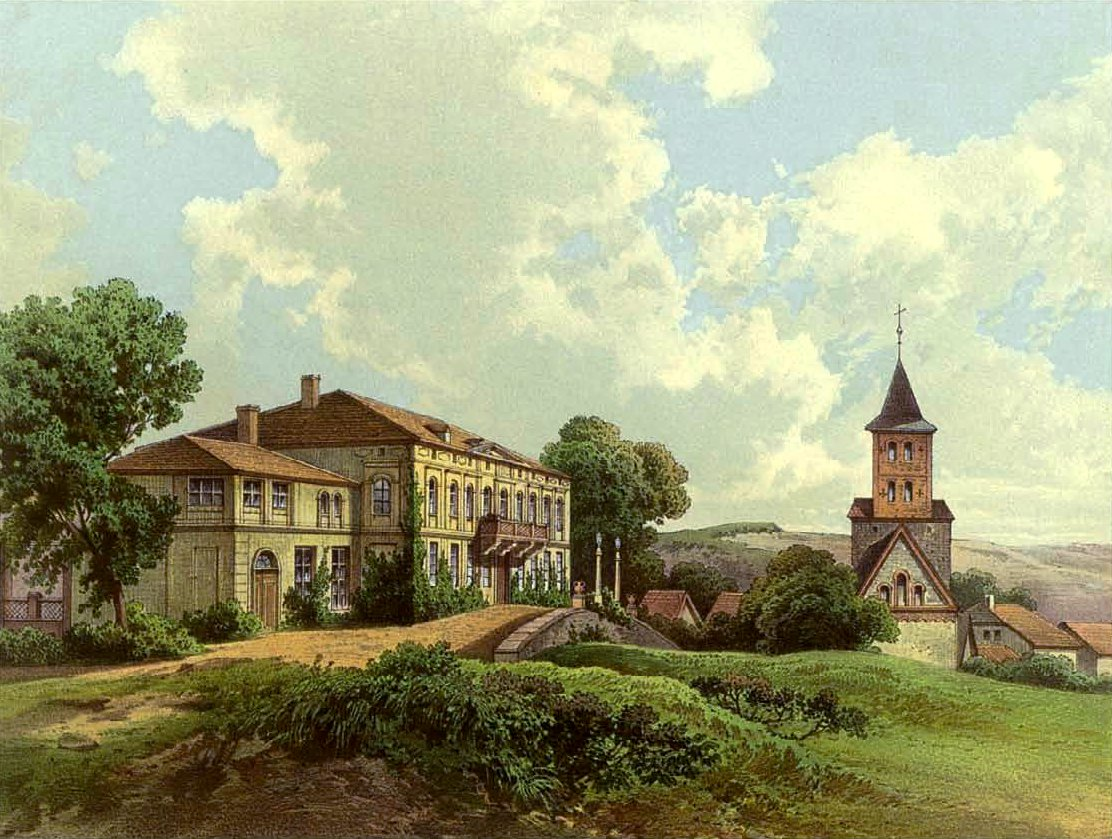
Rittergut Rogäsen um 1869/70, Sammlung Alexander Duncker

Besitzer des Rittergutes war über 500 Jahre die Familie von Werder. Rogäsen ist Geburtshaus des preußischen Ministers Dietrich von Werder (1740–1800). Das Gutshaus wurde 1780 auf den Grundmauern eines Vorgängerbaus errichtet und nachdem es später von französischen napoleonischen Truppen in Brand gesteckt worden war, wieder aufgebaut. 1848 übernahm die Familie von Wartensleben das Rittergut,  unter anderem Graf Ludwig von Wartensleben, Ehrenkommendator des Johanniterordens. Die Begüterung blieb bis 1945 im Besitz der Nachfahren. Einer der letzten Gutsherren war der Fideikommissherr Richard Graf von Wartensleben (1871–1935). Nach dem Zweiten Weltkrieg wurde das Gutshaus samt Ländereien mit einer teilweise verpachteten landwirtschaftlichen Fläche von 176 Hektar im Zuge der Bodenreform durch die sowjetische Verwaltung enteignet. Das Gutshaus wurde zunächst als Kommandantur und wenig später unter anderem als Unterkunft für Flüchtlinge genutzt. Die Ländereien wurden unter landloser und landarmer Bevölkerung aufgeteilt. Ab 1957 wurde das Gutshaus Schulhaus einer Polytechnischen Oberschule. Teile der Anlage wurden zudem als Kindergarten beziehungsweise Kinderkrippe genutzt. Nach dem Ende der DDR und der Schließung der Schule verkaufte die Gemeinde als Eigentümerin das Gut an private Investoren. Im Jahr 2000 erwarb eine Familie König das Gutshaus. Frau König ist direkte Nachfahrin des Grafen von Wartensleben, des letzten Besitzers vor der Enteignung 1945. 2013 wurde das Gutshaus mit Nebengebäuden und Park an einen anderen privaten Eigentümer weiterverkauft. Das Haus soll saniert und sukzessive zum Ort für Ausstellungen und kleinere Veranstaltungen entwickelt werden.

## Bauwerke

### Gutshaus

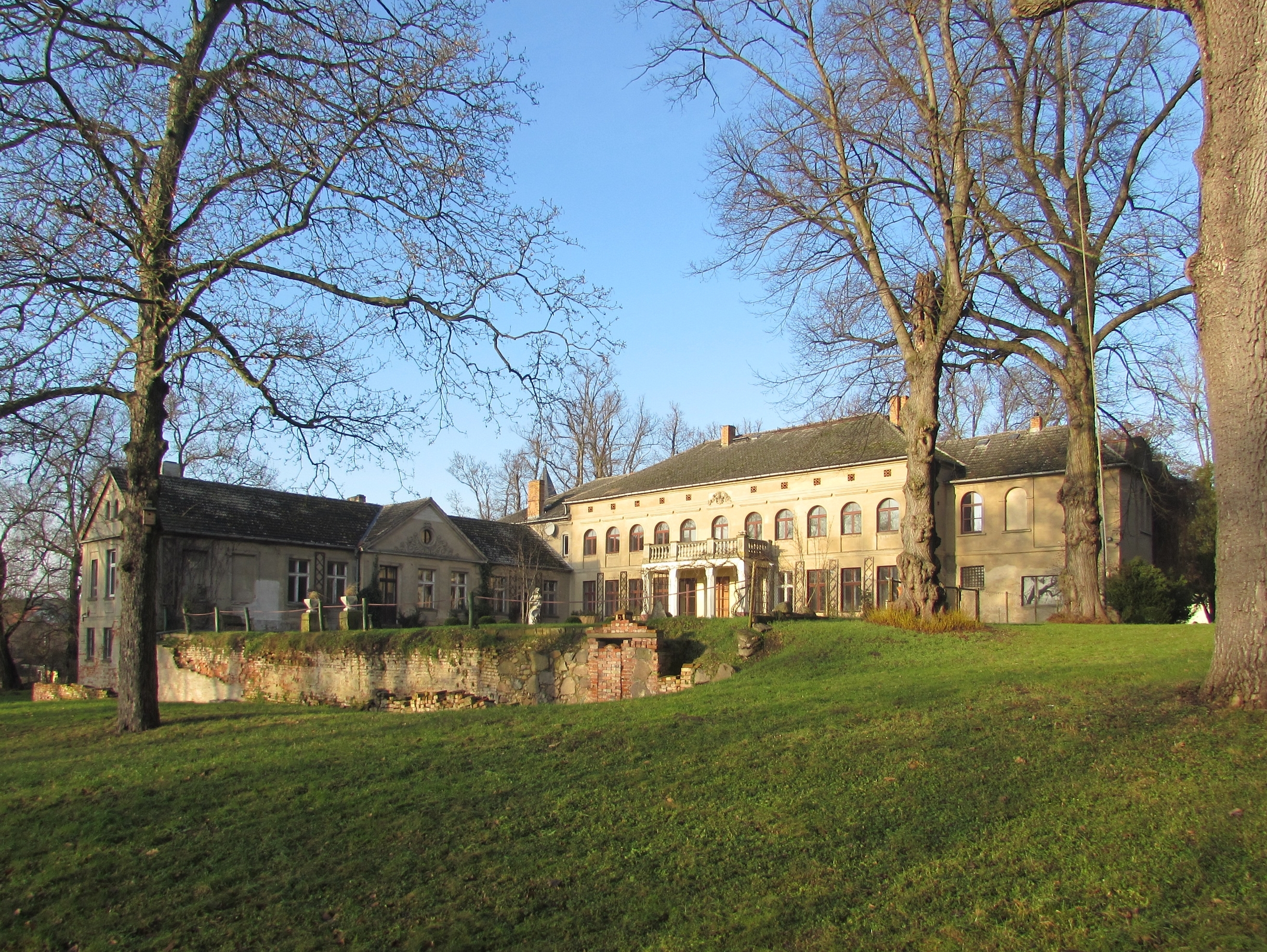
Südansicht

Das grau verputzte Gutshaus ist ein zweiflügliger Bau. Der zweistöckige Hauptflügel steht in West-Ost-Richtung. Das zentrale Hauptportal, welches über eine achtstufige zu den Seiten ausgerichtete Freitreppe zu erreichen ist, weist nach Norden in den Gutshof. Es befindet sich in einem zentralen Mittelrisalit mit klassischem Dreiecksgiebel. Das Portal ist rechteckig und doppelflügelig. Es ist über eine kleine Auffahrt zu erreichen. Seitlich wird es von Pilastern begrenzt, die einen schmiedeeisernen Balkon im Obergeschoss tragen. Die Fenster im Untergeschoss sind ausnahmslos Rechteckfenster, während die Fenster des Oberstocks der Nord- und Südfassade rundbogig gestaltet sind. Schmuckelemente der Nordfassade sind zwei einfache Gesimse und Fensterumrandungen. In ein Gesims oberhalb der Fenster des oberen Stockwerks sind kleine Verdachungen dieser eingearbeitet. Oberhalb der doppelflügligen zentralen Balkontür befindet sich ein weißer Wappenstein. Weiterhin gibt es jeweils kleine Fensteröffnungen des Dach- und Kellergeschoss. An der westlichen und östlichen Seite befinden sich im Obergeschoss rundbogig gestaltete Blendfenster. Die zum Gutspark zeigende Südfassade ist der Nordfassade ähnlich gestaltet. Ein breiter Zugang zum durch eine Mauer separierten Garten befindet sich unter eine Fensterbreiten gestalteten steinernen Balkon. Zentral befindet sich oberhalb des Balkonzugangs ebenfalls ein Wappenstein. Der Balkon wird von schlichten, im unteren Anteil viereckigen, im mittleren und oberen Teil achteckigen Säulen getragen. Das Dach des Hauptflügels ist ein Walmdach.

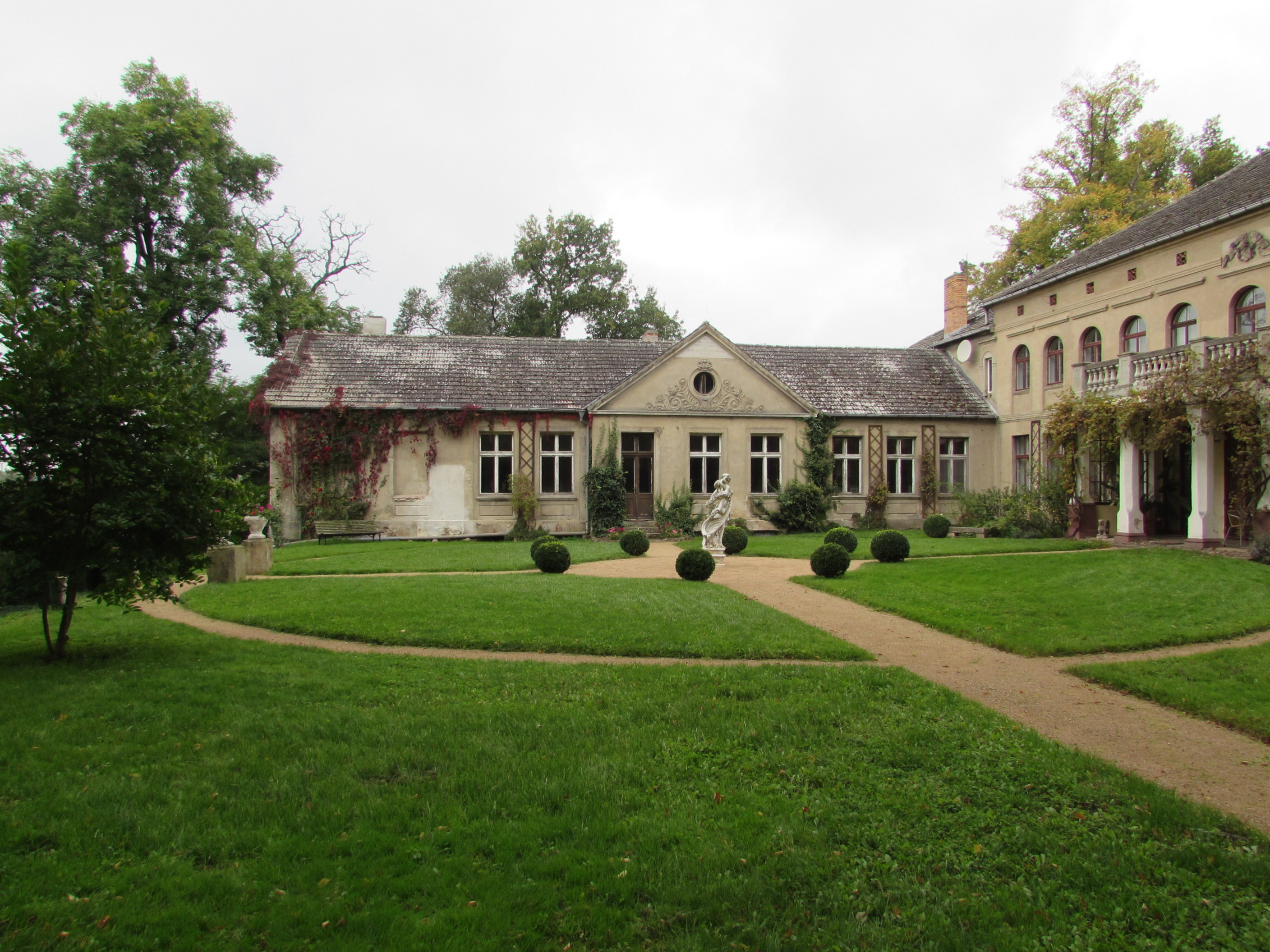
Westflügel vom Garten

Östlich schließt sich ein Anbau an, der prinzipiell die gleichen Bauelemente wie der Hauptflügel aufweist. In seiner nordöstlichen Ecke befindet sich eine kleine Auslucht, in der ein kleines Nebenportal eingearbeitet wurde. Ein ähnlicher Anbau befindet sich westlich des Hauptflügels. An diesen Anbau schließt sich unmittelbar ein einstöckiger Westflügel an, wobei dieser aufgrund des Geländegefälles ein ausgebauteres Kellergeschoss besitzt. In der Westfassade sind die Fenster im Anbau im Obergeschoss rechteckig mit einer originalen erhaltenen rundbogigen Umrandung. Die beiden nördlichen wurden nachträglich zu einem breiteren Rechteckfenster verändert. Im unteren Stockwerk befinden sich zwei rechteckige Blenden. Auffällig ist ein geschnitzter und gezimmerter laubenartiger hölzerner Vorbau eines Seiteneingangs zum Kellergeschoss. Die Fenster des Westflügels sind rechteckig. Aus dem Westflügel springt ein Risalit mit Dreiecksgiebel hervor. Im Risalit befindet sich ein Kellereingang. Dieser wurde wohl nachträglich eingearbeitet. Ein vorher bestehender Eingang wurde vermauert, wobei im oberen Anteil Glasziegel verwendet wurden. Im Giebel des Risalits befindet sich ein Ochsenauge mit einer verzierten Umrandung. Nach Osten zum Garten gibt es einen weiteren Risalit mit gleich gestaltetem Giebel. In diesem befindet sich ein Zugang zum Erdgeschoss. Ebenfalls ein Dreiecksgiebel mit zwei kleinen Rundbogenfenstern schließt den Westflügel nach Süden ab. Die Fenster des Stockwerks und des Kellergeschosses sind rechteckig. Ein im Verhältnis zu anderen kleineres und die Umrandung nicht voll ausfüllendes Fenster, wurde offenbar nachträglich in eine Blende eingearbeitet. Das Satteldach des Westflügels ist mit den gleichen Dachziegeln wie der Hauptflügel eingedeckt.

### Nebengebäude und Gutspark

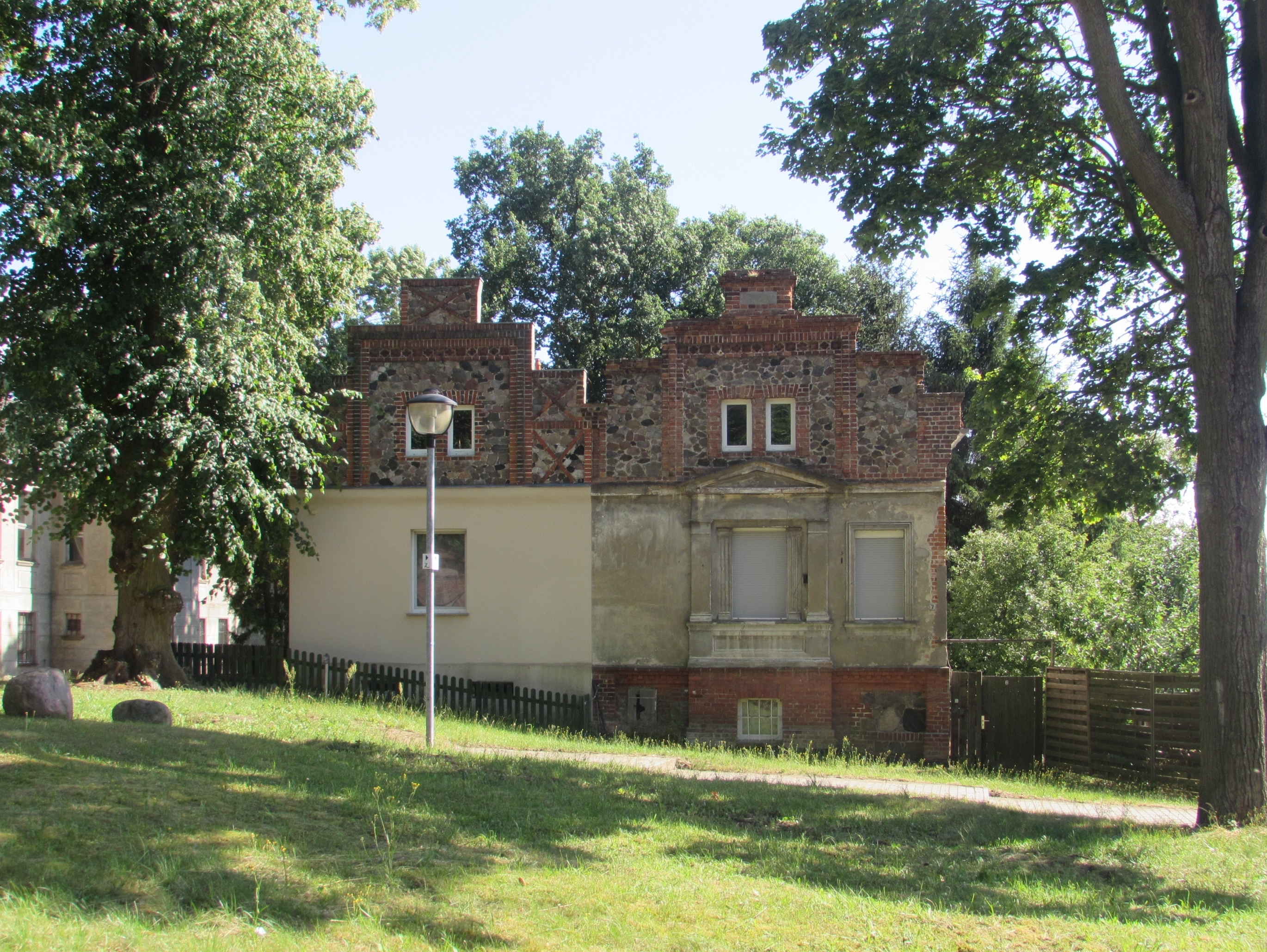
Bedienstetenhaus

Zum Baudenkmal des Gutes gehört neben dem schlossartigen Gutshaus der sich nach Süden anschließende, mit Bäumen bewachsene Gutspark, der bis an das Fiener Bruch heranreicht. Parkähnlich gestaltet ist ebenfalls der nördliche Gutshof. Dieser wird nach Norden zur Kreisstraße 6939 von einem unverputzten hohen Stallgebäude abgeschlossen. Dieser Stall ist grundsätzlich aus Feldsteinen gemauert. Lisenen und Fensterumrandungen bestehen aus Ziegelsteinen.
Westlich des Gutshauses steht ein auffälliges einstöckiges ehemaliges Bedienstetenhaus. Dieses besteht aus zwei an der Traufe aneinander stehenden Teilbauten. Im vom Gutshof aus betrachteten rechten Gebäudeteil ist der Sockel beziehungsweise das Kellergeschoss aus unverputzten roten Ziegeln gemauert. Auch einzelne Feldsteine sind zu erkennen. Das Erdgeschoss ist grau verputzt und ein Stufengiebel wurde vornehmlich aus Feldsteinen gemauert. Neben den Feldsteinen wurden gerade Verzierungen wie Lisenen und Gesimse mit roten Ziegeln gemauert. Nach Norden kragt ein Giebelohr hervor. Im Erdgeschoss gibt es eine Auslucht, welche mit einem klassischen Dreiecksgiebel überdacht ist. Diese Überdachung wird von schlichten Pilastern getragen. Der linke Gebäudeteil ist im Bereich des Keller- und des Erdgeschosses schmucklos verputzt. Der Stufengiebel ist ähnlich dem des rechten Gebäudeteils gestaltet. Unterschiede sind Schmuckelemente wie diagonal gekreuzte, mit roten Ziegeln gemauerte Linien. Ein Giebelohr fehlt und Gesimse sind etwas anders gestaltet.